# Shadows (1931)
Shadows (também conhecido como Press Gang e My Wife's Family) é um filme policial produzido no Reino Unido e lançado em 1931.